# Björkträdkrypare
Björkträdkrypare (Certhia hodgsoni) är en asiatisk fågel i familjen trädkrypare inom ordningen tättingar, tidigare behandlad som underart till trädkryparen (Certhia familiaris).

## Kännetecken

### Utseende
Björkträdkryparen är en typisk, 12 cm lång trädkrypare med böjd näbb, mönstrad brun ovansida, vitaktig undersida och långa styva stjärtpennor som den använder för kunna balansera upprätt på trädstammar och grenar. 
I Himalaya finns flera olika arter trädkrypare som är mycket lika varandra och skiljer sig i små detaljer som näbblängd och nyans på undersidan. Från himalayaträdkryparen (C. himalayana) skiljer sig björkträdkryparen genom kortare och mindre nerböjd näbb, avsaknad av bandning på stjärten och tydligare beige bandning på vingen. Nepalträdkryparen (C. nipalensis) har en tydlig vit kant runt örontäckarna som björkträdkryparen saknar och är varmare rödbrun på flankerna.
Inom arten skiljer sig populationerna åt. Nominatformen i västra delen av utbredningsområdet skiljer sig från övriga underarter (se nedan) genom att vara blekare och gråare ovan med tydligare vitaktig streckning.

### Läten
Sången är en mycket ljus, stigande och fallande ramsa som i engelsk litteratur återges "tze-tze-tzizizi". Bland lätena hörs "tsree", ibland dubblerade: "tsree-seee tsree-seee".

## Utbredning och systematik
Björkträdkryparen delas upp i tre underarter med följande utbredning:
- Certhia hodgsoni khamensis – förekommer från södra Kina (södra Gansu) till södra Tibet, Yunnan, nordöstra Myanmar och Bhutan
- Certhia hodgsoni hodgsoni – förekommer i västra Himalaya österut till Himachal Pradesh
- Certhia hodgsoni mandellii – förekommer i Himalaya från Himachal Pradesh till allra västligaste Arunachal Pradesh

Tidigare betraktades den som en del av trädkryparen (C. familiaris), men skiljer sig tydligt genetiskt och lätesmässigt. Nominatformen skiljer sig från de andra underarterna genetiskt, lätesmässigt och även morfologiskt. De båda populationerna kommer heller inte i kontakt med varandra i västra Himalaya och kan därför möjligen utgöra två arter.

## Levnadssätt
Björkträdkryparen förekommer i höglänt barrskog med inslag av björk, under häckningstid på mellan 3000 och 4200 meters höjd, något lägre vintertid. Den lever av små leddjur som den födosöker efter på trädstammar på typiskt trädkryparmanér genom att krypa uppför och runt stammen i en spiral för att sedan flyga till foten på nästa träd och börja om.

## Status och hot
Arten har ett stort utbredningsområde och en stor population med stabil utveckling och tros inte vara utsatt för något substantiellt hot. Utifrån dessa kriterier kategoriserar internationella naturvårdsunionen IUCN arten som livskraftig (LC). Världspopulationen har inte uppskattats men den beskrivs som relativt vanlig.

## Namn
Fågelns vetenskapliga artnamn hedrar Brian Houghton Hodgson (1800-1894), engelsk diplomat, etnolog och naturforskare boende i Nepal 1833-1844. Tidigare kallades den hodgsonträdkrypare även på svenska, men justerades 2023 till ett enklare och mer informativt namn av BirdLife Sveriges taxonomikommitté.